# Alright!
«Alright!» es el séptimo sencillo de la cantante japonesa Ami Suzuki en Avex. Fue lanzado el día 17 de mayo del año 2006 bajo el sello avex trax.

## Detalles
Sencillo promocional tanto de la serie de televisión Itadaki Muscle! y también POWER PLAY de Ongaku Senshi MUSIC FIGHTER, aparte de en comerciales para la página de internet music.jp. Este tema es considerado por la misma Ami uno de sus temas de verano. Para la canción se contó con los arreglos de HΛL para los arreglos, siendo esta la segunda vez que el duó de músicos trabajan con Ami después de "To be Free", incluida en el sencillo de Navidad Little Crystal.
El video musical de "Alright!", grabado en Saipán, es el primero de dos videos musicales que siguen la misma línea "natural" junto con "Like a Love?". Inclusive éste se considera la primera parte de una historia de amor, que es continuada en "Like a Love?". En este video musical, que cuenta de gran simplicidad, se muestra a Ami vacacionando con dos amigas en un lugar de verano, y donde al final conoce a una persona.
El sencillo, a pesar de no comenzar siendo tan popular, finalmente logró vender 16 mil copias. También fue la canción principal cantada por Ami en el a-nation del año 2006.

## Canciones
1. «Alright!»
2. «Hare Moyou» (ハレもよう。?)
3. «Alright!» (Instrumental)
4. «Hare Moyou» (ハレもよう。?) (Instrumental)

- Datos: Q2840157